# DLE (animación)
Dream Link Entertainment (DLE Inc.) (株式会社ディー・エル・イー Kabushikigaisha Dī Eru Ī?) es un estudio de animación japonés con sede en Tokio, fundada en 2001 por el exejecutivo de Sony, Ryuta Shiiki.
DLE ha ganado notoriedad en Japón por su emblemática serie animada de cine y televisión Eagle Talon, una comedia surrealista creada íntegramente en animación flash por el creador popular Frogman (aka Ryo Ono). DLE cuenta ya con más de 30 propiedades y tiene negocios y socios creativos en Shanghái, Emiratos Árabes Unidos, Tailandia, Singapur, India y América del Norte, donde Hasbro es una parte interesada.

## Obras
- Eagle Talon (2006)
  - Eagle Talon: The Frogman Show (2006)
  - Eagle Talon: The Countdown (2009)
  - Eagle Talon: Neo (2012-2013)
  - Eagle Talon: Max (2013)
- Haiyoru! Nyaruani (2009)
  - Haiyoru! Nyaruani: Remember My Mr. Lovecraft (2010)
- Yuruani? (2011)
  - Double-J
- High Score (2011)
- Thermae Romae (2012)
- Lupin Shanshei (2012)
- Chikasugi Idol Akae-chan (2014)
- Kantoku Fuyuki Todoki (2014)
- Himitsukessha Taka no Tsume EX (2014)
- Q-Transfomers: Convoy no Nazo (2015)
- Sword Gai The Animation (2016)
- Wakaokami wa Shougakusei! (2018)
- Tales of Puppet (2018)
- Sword Gai The Animation Part II (2018)
- Gaikotsu Shotenin Honda-san (2018)
- Mugyutto! Black Clover (2019)
- Sekai no Owari ni Shiba Inu to (2022)
- Human Bug Daigaku Fushi Gakubu Fukō Gakka (2022)
- Kaijū Sekai Seifuku (2025)